# Productivité volumétrique
La productivité volumétrique est une notion importante de génie chimique. Elle caractérise la quantité de produit formée dans un réacteur par unité de volume pendant un temps donné.
Son unité est [mol⋅s−1⋅l−1], ou [kg⋅s−1⋅l−1].
Le calcul de la productivité volumétrique repose sur la connaissance de la cinétique ainsi que de la sélectivité de la réaction, il nécessite également un choix du taux de conversion. Ce calcul permet de prédire si la performance (ou cible de production), pourra être atteinte.